# Colin Maclaurin
Colin Maclaurin (únor 1698, Kilmodan – 14. června 1746, Edinburgh) byl skotský matematik.
Zaobíral se především algebrou a geometrií. Maclaurinova řada, speciální případ Taylorovy řady, je pojmenována po něm. Nezávisle na Eulerovi objevil zákonitost dnes známou jako Eulerova-Maclaurinova věta (či též Eulerův-Maclaurinův sumační vzorec), která popisuje vztah mezi sčítáním funkčních hodnot nějaké funkce a jejím integrálem. S její pomocí Maclaurin odvodil Stirlingův vzorec a Newton-Cotesův numerický integrační vzorec. Významně přispěl též ke studiu eliptického integrálu. V geometrii je po něm pojmenován Braikenridge-Maclaurinův teorém a Maclaurinova trisektrix (tedy křivka schopná rozdělit úhel na tři části). Zasáhl i do oblasti fyziky, když věnoval pozornost gravitaci rotujících těles.

## Externí odkazy

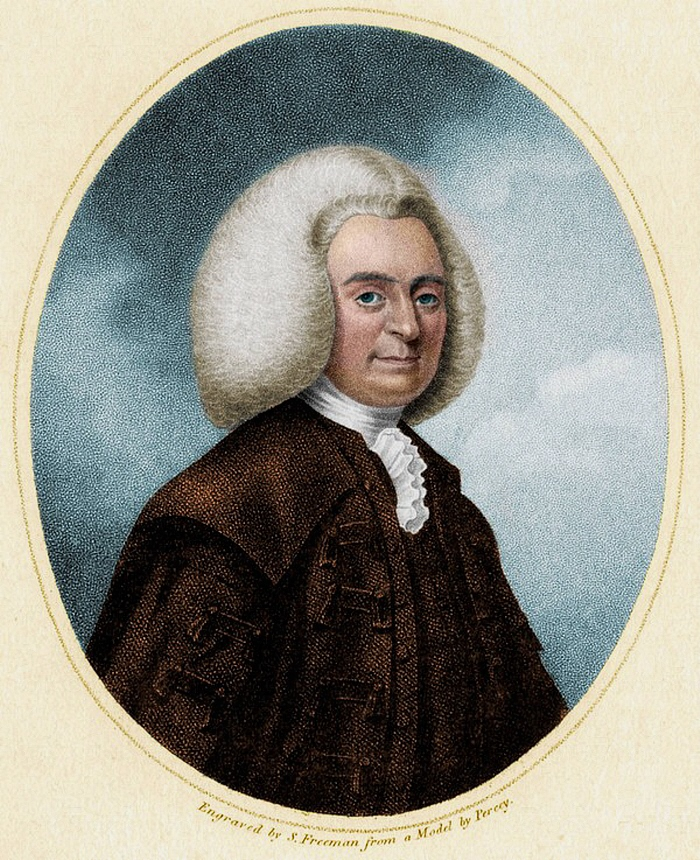
Colin Maclaurin